# Stromiec (góra)

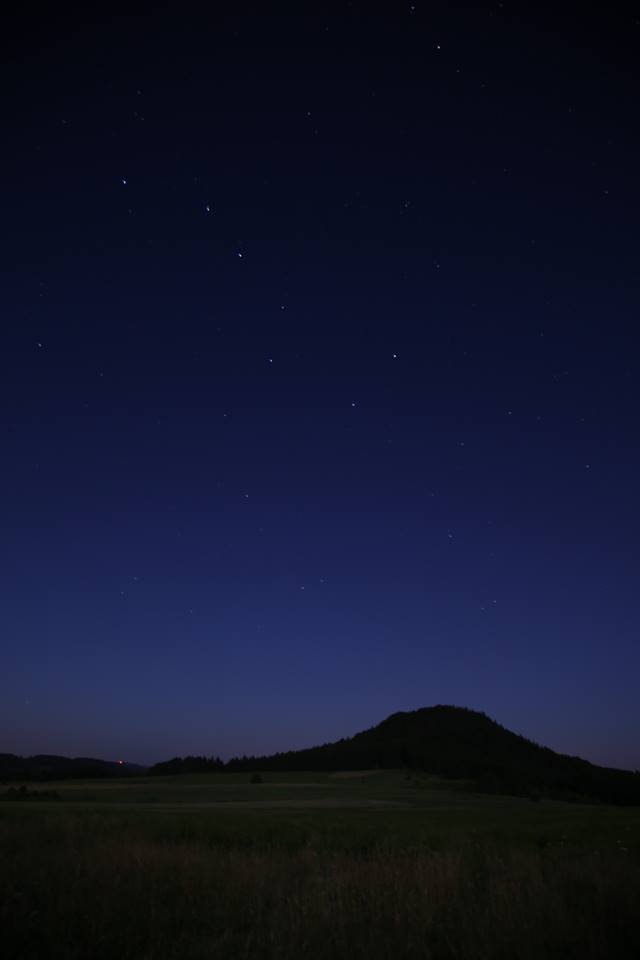
Góra Stromiec nocą 23.07.2013. Widok z drogi z Jeżowa Sudeckiego na Szybowcową Górę (561 m n.p.m.).

Stromiec (niem. Grünauer Spitz-Berg, 551 m n.p.m.) – szczyt w Grzbiecie Małym Gór Kaczawskich, położony pomiędzy Wapienną a Szybowcową Górą. Zbudowany jest z górnokredowych margli ilastych, wapieni marglistych oraz piaskowców, które tworzą długą na 200 m ścianę skalną. Osady te są częścią jednostki geologicznej zwanej rowem Wlenia. Porośnięty jest lasem świerkowym i bukowym. Stromiec widoczny jest z daleka dzięki swej wysokości i charakterystycznej sylwetce.
W XIX w. na szczycie Stromca stała wieża widokowa.